# 1720 w muzyce
Wydarzenia muzyczne w 1720 roku.

## Dzieła
- Johann Joseph Fux – Kaiserrequiem
- Jacob Klein – Sonaten op. 2
- Georg Philipp Telemann – concerto D-dur nr 3

## Dzieła operowe
- Louis-Nicolas Clérambault – Apollon et Doris

## Urodzili się
- 1 stycznia – Johann Christoph Altnikol, niemiecki kompozytor i organista okresu baroku (zm. 1759)
- 4 stycznia – Johann Friedrich Agricola, niemiecki kompozytor, organista, pedagog, pisarz muzyczny i śpiewak (tenor) (zm. 1774)